# Музыка в капоэйре
Музыкальный аспект неотделим от афро-бразильского боевого искусства-танца капоэйра. Живая музыка, народные инструменты и ритмы, хор, исполняющий традиционные запевы и ответы сопровождают тренировки и состязания капоэйристов Анголы, Бразилии и всего мира.

## Значение музыки в Капоэйре
Значение музыки в Капоэйре Ангола очень велико, и невозможно охватить все значение музыкального аспекта этого явления. Устное народное творчество нашло своё место в этом национальном элементе самопознания, каковым и является капоэйра, и стало неотделимо от самой игры. В настоящее время, равно как и сто лет назад, практически невозможно увидеть играющих капоэйристов без музыки.
В своей книге Местре Норонья говорит об этом так:
Капоэйристы прошлого любили говорить о капоэйре в поэтической форме. Поэзия в песенной форме - ладаиньи, куадры, шулы, корридуш - была тем инструментом, который они избрали, чтобы сохранить и передать память о капойре, ведь официальная история повернулась к ним спиной.
Из устных сообщений о культуре капоэйры, согласно сообщениям исследователей, можно сделать вывод о глубокой религиозной духовности значения как всей капоэйры в прошлом, так и их музыкальных инструментов, все батерии, из-за практически полной корреляции количества и значения беримбау и атабаке в ритуальной динамике африканской языческой религии Кандомбле. В то же время, необходимо отметить нарочитую отделённость капоэйры от кандомбле, проявляемую, например, в полной инверсии значения и роли звучания всех трёх основных атабаке в батерии капоэйры,в отличие от их роли в мистериях кандомбле.

## Музыкальные инструменты в Капоэйре
Тренировки и рода проходят под живую музыку. Во время роды обязательно присутствуют три основных инструмента:
- Беримба́у (порт. Berimbau) — инструмент, напоминающий лук с резонатором. Беримбау играет наиболее важную роль в музыкальном сопровождении, он задаёт основной ритм и темп игры в Роде. Беримбау состоит из ве́рги (порт. verga) — специально обработанной деревянной палки (бириба, перейра, иногда другие породы), стальной струны — ара́ме (порт. arame), и резонатора-каба́сы (порт. cabaça) — высушенной полой бутылочной тыквы. Звуки извлекаются небольшой деревянной палочкой — баке́той, имеющей также множество «локальных» названий (порт. baqueta, vaqueta, vareta), а для комбинации звуков служит небольшой плоский камень, монета или металлический кругляшок — добра́у (порт. dobrão). В руке, которая держит бакету, обычно также держится небольшая погремушка — кашиши́ (порт. caxixi), сплетённая в виде корзинки с жёстким дном (обычно вырезанным из кабасы). Звук кашиши дополняет звучание струны беримбау и делает ритмический рисунок игры более чётким.

Существуют 3 вида беримбау, каждый из которых служит своей цели:
- - Гу́нга, Беррабо́й (порт. Gunga, Berra-boi) — беримбау с самой большой кабасой, и самым низким тоном. Задаёт главный тон и темп игры, играет основной ритм, очень редко — вариации;
  - Ме́диу, Се́нтру (порт. Medio, Centro) — средний беримбау, является дополняющим к гунге, обычно играет обратный ритм относительно гунги, иногда — с небольшими вариациями;
  - Вио́ла, Виоли́нья (порт. Viola, Violinha) — самый высокий тон, обычно играет насыщенные импровизированные вариации основного ритма.
- Атаба́ке (порт. Atabaque) — традиционный африканский барабан, ведёт основной ритм, высотой по пояс человеку.
- Панде́йру (порт. Pandeiro) — бубен.

Другие инструменты:
- Агого́ (порт. Agogo) — двойной колокольчик, на котором играют, ударяя деревянной или металлической палочкой поочерёдно по каждому из колокольчиков;
- Ре́ку-ре́ку (порт. Reco-Reco) — представляет собой ребристую деревянную или металлическую поверхность-трещотку, по которой проводят палочкой, извлекая «треск».

### Ритмы беримбау
Ритм беримбау определяет характер игры в Роде, существует множество популярных традиционных и «авторских» ритмов для этого инструмента, например:
- Ангола (порт. Angola) — ритм, под который проходит традиционная Рода Ангола. Исполняется обычно небыстро и размеренно.
- Жёгу джи дентру (порт. Jogo de dentro) — традиционный ритм капоэйры Ангола, призывающий играть очень близко друг к другу, преимущественно внизу, добиваясь наибольшего взаимодействия между участниками игры. Существует несколько вариантов игры этого ритма. Может исполняться как в медленной, так и в быстрой форме. Разновидностью этого ритма в некоторых современных направлениях капоэйры является ритм миудинью (порт. Miudinho), обычно играемый довольно быстро.
- Чику-чику (порт. Tico-Tico) — традиционный ритм капоэйры Ангола, используемый также и современными направлениями капоэйры. Под этот ритм происходит игра за приз (обычно — деньги, завёрнутые в платок). Цель игры — забрать приз себе, не дав сделать это оппоненту. В игре чику-чику особенно приветствуются странные и необычные способы завладения призом, а также театрализованная подлость и непредсказуемость (малисия).
- Бенгела (порт. Benguela) — во многих школах капоэйры Режионал и Контемпораньи выполняет роль ритма для учебной игры. В своё время его ввёл Местре Бимба для того, чтобы младшие ученики тоже могли играть и учиться в роде. На сегодняшний день под Бенгелу ведётся игра старших учеников, своеобразная «дуэль», в которой каждый пытается поставить в невыгодное положение своего «противника», при этом показав себя с лучшей стороны в искусстве владения телом. В игре под бенгелу удары выполняются медленно и максимально близко к телу противника, а сама игра идёт, в основном, на нижнем уровне.
- Режионал, Сау Бенту Гранджи ди Бимба (порт. Regional, Sao Bento Grande de Bimba) — этот ритм придумал Местре Бимба специально для роды стиля Режионал. Игра под такой ритм ведётся на большой скорости и, во многих группах, в полный контакт. Неопытным капоэйристам не рекомендуют выходить в роду под этот ритм, так как они могут пострадать.
- Рода Ливри, Сау Бенту Гранджи ди Ангола (порт. Roda Livre, Sao Bento Grande de Angola) — Свободная игра, скорость игры задаёт ритм, а характер — сами игроки. Игра может быть как жёсткой с полноконтактными ударами и бросками, так и вовсе бесконтактной со множеством акробатических движений.
- Иуна (порт. Iuna) — ритм, предназначенный для игры мастеров и других очень продвинутых игроков, под него игра приобретает изощрённые формы, богатые сложными элементами. Характерен более для направлений Режионал и Контемпоранья, иногда, впрочем, исполняется и в анголейрских школах. Авторство ритма приписывается местре Бимбе.

## Хор в музыке Капоэйры
Хор в роде Капоэйры является одним из базовых компонентов. Фактически, именно хор представляет собой основную смысловую составляющую музыки Капоэйра, отвечая на запевы ведущего роду музыканта. Согласно музыкальным традициям, берущим свои корни в африканской народной музыке, основной формой музыки Капоэйра является модель «запев-ответ», по которой и проходит практически всё музыкальное действие, за исключением ладаиньи.

## Песни
«Умение петь и отвечать… … это обязанность каждого капоэйриста. Неумение петь соло — это не дефект, но неумение отвечать вместе с хором — это большой недостаток. В батерии не должны находиться люди, которые не поют вместе с хором». 

 «Почему в песнях есть сюжет?.. …Для того, чтобы, когда в роду приходит представитель другой группы или мастер, импровизация предупреждала бы роду, нужно ли остановиться, или подбадривала бы продолжить игру».
В традиционной капоэйре песенный цикл делится на три основных части:
- ладаинья[4] (порт. ladainha),
- шула[4] (порт. chula, также называемая «саудасау» или «лоувасау»)
- корридуш (порт. corrido, корриду — в ед. ч.).

### Песенные части Капоэйры

#### Ладаинья
Открывает музыкальную последовательность ладаинья — это традиционная сольная песня местре (или человека, «ведущего» роду). Певец может рассказать притчу или передать сообщение зрителям. Соло может быть импровизированным. Пока поёт мастер, первая пара игроков, сидя, ждёт, расположившись по обе стороны от него.

#### Шула
Следом за ладаиньей начинается другая форма песен, когда солист бросает роде зов и получает ответ. Это шула. Певец приветствует и оказывает почтение тем, кто заслужил огромное уважение, возносит молитвы, увещевает игроков. В шуле иногда могут содержаться предупреждения о степени искусности того или иного игрока. Наблюдающие и игроки отвечают солисту, повторяя вслед за ним каждую фразу.
Стандартный текст может оказаться приблизительно таким:

Ie viva meu mestre

Iee, viva meu mestre, camara

Ie viva Pastihna

Iee, viva Pastihna, camara

Ie vamos jogar

Iee, vamos jogar, camara

Ie vamos cantar

Ie, vamos cantar, camara…

Также всегда присутствуют вариации данного текста. В них поющий игрок может благодарить своего учителя группы, или более старших учеников, проводящих тренировки с группой.

#### Корридуш
Переход к корридуш становится сигналом для начала игры. Два капоэриста начинают свою игру. Корриду, как и шула, является ответной формой пения, но отличается тем, что в корридуш ответы каждой песни всегда одинаковые, а не повторение строчек, спетых лидером. Хороший лидер будет импровизировать, откликаясь на события в круге, а хорошие игроки — прислушиваться к пению и музыке.
Скорость движений совпадает с темпом музыки, поэтому рода начинают достаточно медленной музыкой, чтобы дать возможность поиграть начинающим, или поиграть с максимумом контроля и взаимодействия на минимальном расстоянии друг от друга.
Ритм стиля режионал быстрее, чем у стиля ангола, однако существуют и быстрые анголейрские ритмы, подразумевающие большую подвижность игроков в роде.

### Смысловой аспект песен
Случается достаточно часто, особенно за пределами Бразилии, что капоэйрист начинает петь какую-либо песню, не до конца или вообще осознавая её смысл. Содержание некоторых повседневных песен прошлого и настоящего соотносится с такими вещами, которые, без адекватного понимания и интерпретации, вполне способны привести к отрицательным последствиям.
Основные два смысловых направления песен Капоэйры — религиозное и бытовое. В первом случае в песнях отражаются различные религиозные и философские аспекты жизни капоэйриста, во втором поющий стремится донести до слушателя различные проблемы и моменты жизни как личной, так и целого народа.

#### Религиозные песни в Капоэйре
Существует множество песен, постоянно исполняемых в капоэйре, которые соотносятся с понятиями таких религий, как умбанда и кандомбле. Исполнитель этих песен, как правило, внимательно относится к их смыслу, так как он может как-либо морально задеть кого-то из присутствующих в роде людей.
Зачастую глубинный смысл песни теряется, прячась за многими иносказательными выражениями и рифмами, однако, общий смысл песни для посвящённого человека остаётся прежним. Например, упоминание персонажа boiadeiro (с порт. — «погонщик скота, пастух») вполне может оказаться референцией к одноимённому духу-божеству в религии умбанда. Текст же известной среди капоэйристов песни «Sai sai Catarina» является идеальным примером для объяснения того, как глубинный смысл может спрятаться за поверхностными строками песни.

Sai sai Catarina 

Saia do mar venha ver Idalina 

Sai sai Catarina 

Oh Catarina minha santa 

Sai sai Catarina 

Oh saia do mar venha ver venha ver 

Дословный перевод песни таков:

Выходи, выходи Катарина 

Выходи из моря, увидеть Идалину 

Выходи, выходи Катарина 

О, Катарина, моя святая 

Выходи, выходи Катарина 

Выходи из моря посмотреть, посмотреть 

В этой песне говорится о неких Катарине и Идалине, и многие думают, что это — простые женские имена и песня восходит к какой-либо народной сказке или истории. В современной Капоэйре это, возможно, и так, однако, согласно Валделоиру Рего, слово «Идалина» происходит от «Идалия» — названия города на острове Кипр, где когда-то был храм Венеры. Информация об этом факте была известна выходцам из Португалии и вполне могла стать достоянием чернокожего населения Бразилии, равно как стали известны им сцены из «Декамерона» Джованни Боккаччо и многих других произведений европейской прозы и поэзии. Катарина — это, скорее всего, синкретизм богини Йеманжи — богини моря из кандомбле и Святой Катерины из двух самых распространённых в прошлом религий в Бразилии — католицизма и кандомбле. Таким образом, поющий просит Йеманжу выйти к поющим из моря и приглашают посмотреть на Идалину — на храм Венеры в Идалии.

#### Бытовые песни в Капоэйре
Другие песни в Капоэйре посвящены жизненным аспектам — в них учитель прославляет умение своих учеников, ученики прославляют величие и значение вклада своего учителя, воины увековечивают страшные и кровавые моменты истории своей страны(«Sou eu, Maita»), рабы жалуются на несправедливость и гнёт, юноша воспевает красоту своей избранной («Pé de lima, pé de limão»), а та, возможно, не отвечает ему тем же.